# Inope heterogyna
Inope heterogyna (лат.) — вид чешуекрылых насекомых (бабочек) из семейства пестрянок. Распространён в России в Сахалинской области, Хабаровском и Приморском краях, на южных Курильских островах и в Японии. Гусеницы развиваются на розоцветных растениях. Бабочек можно наблюдать с июня по июль. Размах крыльев 22—27 мм.